# Natas Kaupas
Natas Kaupas, litovski delno upokojeni poklicni rolkar, * 1969, Litva
Kaupas je bil skupaj z Mark Gonzalezom eden prvih poklicnih uličnih rolkarjev. Kaupas je bil prvi rolkar, ki je imel svoj model športnega copata, njegov položaj na rolki pa je goofy.
Leta 1991 si je zlomil gležnja, ko čemer ni več poklicno rolkal. Od takrat dalje delal kot dizajner za revije kot so Big Brother, Blunt in Rage. Kaupas je naredil tudi podobo ON video revije, ki v številki Winter 2003 govori prav o njem.
Leta 2005 je prejel nagrado The Legend Award revije Transworld Skateboarding.

## Življenjepis
Kaupas je odraščal v Santa Moniki, od kod so izvirali tudi legendarni Z-Boys, vendar je takrat rolkanje že padlo v prvi zaton.
Njegova kariera se je začela leta 1984, ko ga je odkril Skip Engblom, ki ga je dal na Santa Monica Airlines ekipo. Kmalu za tem se je s trikom wallride pojavil na naslovnici Thrasher revije. Poleg tega, da je prvi naredill wallride z ollijem, je lahko z ollijem skočil veliko višje kot ostali Poklicni rolkar je postal leta 1985 in je bil prvi, ki je rolkal po ograji čez stopnice.
Leta 1990 je dobil svoj model športnega copata pri Etnies, kar je bil prvi tak primer na svetu. Naslednje leto je zapustil Santa Monica Airlines in ustanovil svoje podjetje 101.
Leta 2004 je ustanovil novo podjetje Designarium pri distirbuciji NHS. Zaradi svoje ljubezni do umetnosti, je podjetje usmerjeno v ustvarjalce in ne v ustvarjanje ekipe poklicnih rolkarjev. 
| - Element (??? - ???) | - Winter 2003 (ON video revija, 2003) |

## Zanimivosti
- Natas Kaupas se je v video igri Tony Hawk's Underground 2 pojavil kot rolkar, ki ga je potrebno odkleniti.
- Natas prebrano od zadaj naprej je satan, kar je na vrhuncu njegove popularnosti povzročilo, da so izdelke z njegovim imenom prepovedali v mnogh šolah in mestih.